# Lately I Feel Everything
Lately I Feel Everything (a veces estilizado como lately I feel EVERYTHING) es el cuarto álbum de estudio de la cantante estadounidense Willow. Fue lanzado a través de MSFTSMusic, Roc Nation y Polydor Records el 16 de julio de 2021. Este álbum marcó el cambio de sonido experimental de R&B alternativo de sus primeros trabajos y en su lugar su debut en pop punk e indie rock, presenta apariciones especiales de Travis Barker, Avril Lavigne, Tierra Whack, Cherry Glazerr y Ayla Tesler-Mabe.
El álbum ha generado tres sencillos, "Transparent Soul", "Lipstick" y "Gaslight", el primero de los cuales entró en el top 40 en el Reino Unido, Irlanda y Nueva Zelanda, además de convertirse en la primera entrada de Willow en el Billboard Hot 100 en una década, donde alcanzó el puesto 76.

## Composición
Lately I Feel Everything, el cuarto disco de la cantante Willow, supone otro gran salto musical para el músico. Donde el disco homónimo de 2019 saltó al soul psicodélico, Lately se sumerge de cabeza en el rock alternativo y especialmente en los sonidos pop punk. Se ha descrito que tiene canciones que son indie rock, emo, grunge, nu metal, pop rock, y power pop.

## Lista de canciones
| N.º | Título                                                  | Productor (es) | Duración |  |
| 1.  | «Transparent Soul» (con Travis Barker de Blink 182)     | Cole           | 2:48     |  |
| 2.  | «F**k You»                                              | Cole           | 0:36     |  |
| 3.  | «Gaslight» (con Travis Barker de Blink 182)             | Cole           | 1:49     |  |
| 4.  | «Don't SAVE ME»                                         | Willow         | 1:53     |  |
| 5.  | «Naïve»                                                 | Cole           | 2:49     |  |
| 6.  | «Lipstick»                                              | Willow         | 3:11     |  |
| 7.  | «Come Home» (con Ayla Tesler-Mabe)                      | Cole           | 3:37     |  |
| 8.  | «4ever»                                                 | Cole           | 2:41     |  |
| 9.  | «Xtra» (con Tierra Whack)                               | Cole           | 2:21     |  |
| 10. | «Grow» (con Avril Lavigne y Travis Barker de Blink 182) | Cole           | 2:09     |  |
| 11. | «Breakout» (con Cherry Glazerr)                         | Cole           | 2:10     |  |

Notas
- "Transparent Soul" está estilizado como "t r a n s p a r e n t s o u l"
- "Don't Save Me" está estilizado como "don't SAVE ME"
- "Naïve" está estilizado en minúsculas
- "Xtra" está estilizado en mayúsculas
- "Grow" está estilizado como "G R O W"
- "Breakout" está estilizado como "¡BREAKOUT!"

## Posicionamiento en las listas
| Listas (2021)                           | Mejor posición |
| --------------------------------------- | -------------- |
| Lithuanian Albums (AGATA)               | 49             |
| Escocia (Scottish Albums Chart)         | 84             |
| Estados Unidos (Billboard 200)          | 46             |
| Estados Unidos (Top Alternative Albums) | 5              |
| Estados Unidos (Independent Albums)     | 6              |
| Estados Unidos (Top Rock Albums)        | 10             |